# Сања Крешталица
Сања Крешталица (18. фебруар 1987., Сарајево СР БиХ) је универзитетски наставник на Правном факултету Универзитета у Источном Сарајеву. 

## Биографија
Дипломирала је на Правном факултету Универзитета у Источном Сарајеву 2010. године. Мастер рад под насловом „Регионални системи заштите људских права“ одбранила је на Правном факултету Универзитета у Београду 2013. године. Докторску дисертацију на тему „Положај појединца у међународном праву“ одбранила је на Правном факултету Универзитета у Београду 2019. године. 
На Правном факултету Универзитета у Источном Сарајеву ради од 2012. године. У звање вишег асистента на ужој научној области Међународно право изабрана је 2014. године, а у звање доцента на поменутој научној области изабрана је 2020. године. Држи вјежбе из предмета Међународно јавно право и Институције и право Европске уније.
Учествовала је на бројним семинарима, летњим школама и конференцијама у земљи и иностранству, од којих су најистакнутије љетња школа из Међународних људских права на Међународном институту за људска права у Стразбуру (2011), те једномјесечни програм Хашке академије за међународно право из области Међународног јавног права (2014). Као стипендиста Министарства просвјете и културе Републике Српске, учествовала је у програму међународне размјене академског особља, те је као гост истраживач боравила на Међународном институту за људска права у Стразбуру (2015) и Макс Планк институту за компаративно јавно право и међународно право (2016) .